# Paul Gervais (peintre)
 (novembre 2022).
Si vous disposez d'ouvrages ou d'articles de référence ou si vous connaissez des sites web de qualité traitant du thème abordé ici, merci de compléter l'article en donnant les références utiles à sa vérifiabilité et en les liant à la section « Notes et références ».
Pour les articles homonymes, voir Paul Gervais et Gervais.
Jean Louis Paul Gervais est un peintre français, né à Toulouse le 7 septembre 1859 et mort dans la même ville le 11 mars 1944.

## Biographie

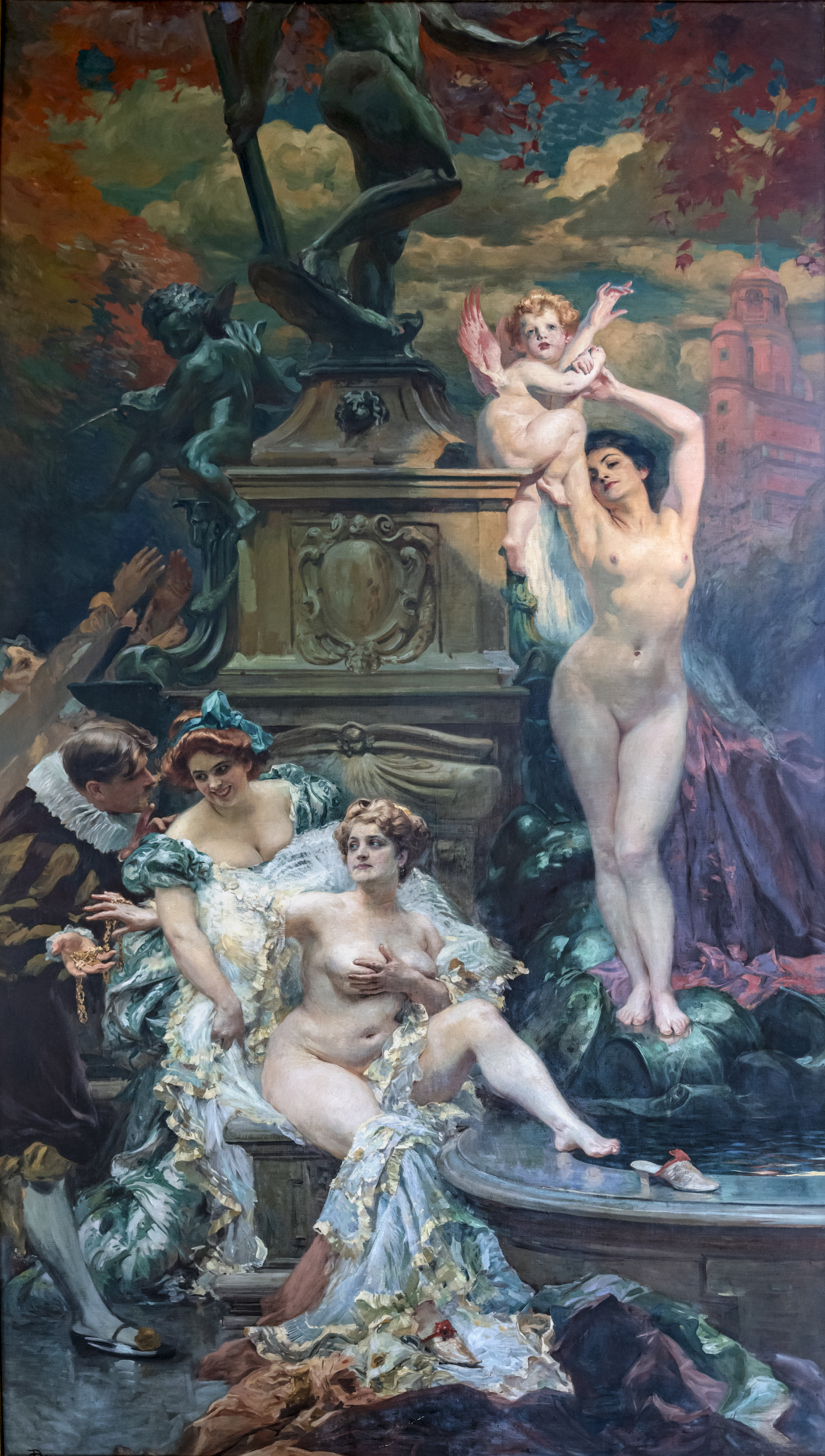
La Fontaine de Jouvence (1908), Capitole de Toulouse.

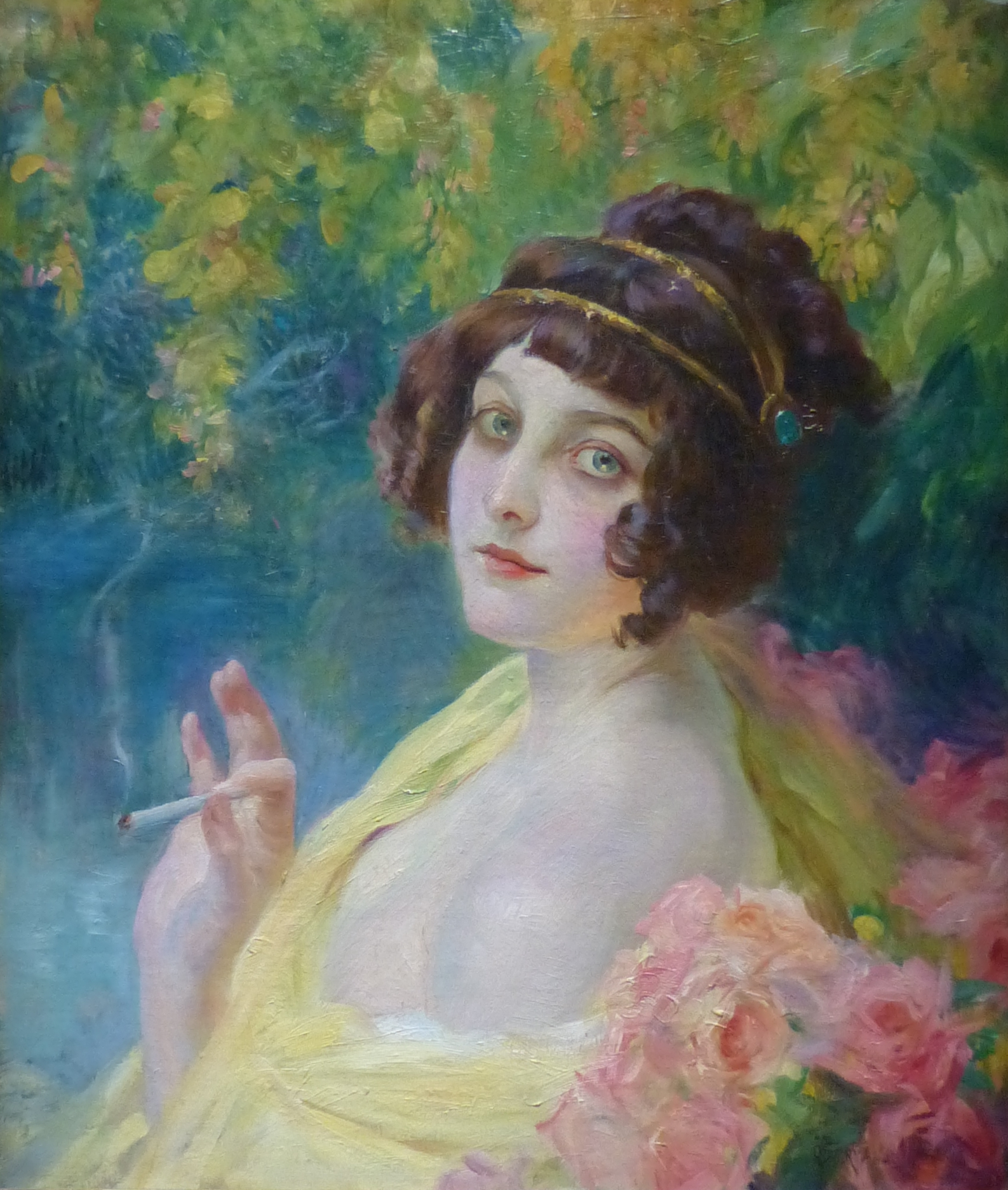
Femme coiffée à l'Antique (1907), Perpignan, musée Hyacinthe-Rigaud.

Paul Gervais étudie dès 1876 à l'École des beaux-arts de Toulouse, puis aux Beaux-Arts de Paris en 1879, où il est l'élève de Jean-Léon Gérôme et de Gabriel Ferrier. Sociétaire du Salon des artistes français, il y obtient de nombreuses récompenses. Il y présentait en 1936 :  la Chasse d'Adonis et  la Main chaude.
Afin de parfaire son savoir, il visitera l'Espagne en 1891 en passant par Séville, Grenade, Saint-Sébastien, Saragosse, Madrid, Barcelone, Bilbao, dont il visite les musées en observant le travail des peintres Murillo, Goya, Le Greco, Rubens, Antonio Gisbert, Le Titien, Vélasquez, Pieter Brueghel l'Ancien, Juan de Valdés Leal, entre autres.
Ses principaux séjours à l'étranger seront surtout ceux de Séville et Grenade de février à août 1892, et Rome de septembre à décembre 1892.
Peintre d'histoire, de sujets allégoriques et de scènes de genre, ayant à l'époque une grande renommée, il reçut de nombreuses commandes pour des compositions murales publiques ou privées : ministère des Colonies à Paris, casino de Monte-Carlo, casino municipal de Nice, Capitole de Toulouse.
Fils de la nièce de l'homme politique Jules Pams, il est introduit par ce dernier dans la famille Bardou pour laquelle il réalise notamment la décoration de l'hôtel Pams à Perpignan, ainsi que des affiches pour le papier à cigarettes JOB.
Paul Gervais envoie deux grands tableaux à l'Exposition universelle de 1900 : Le Jugement de Pâris, présenté au Salon de 1894 et qui avait fait "un certain bruit", ainsi que La Folie de Titania, présenté au Salon de 1897. Il reçoit à cette occasion une médaille d'argent pour Le Jugement de Pâris, qui deviendra ensuite la propriété de Jules Pams.
À Toulouse, il se voit chargé de réaliser plusieurs œuvres destinées à orner certaines salles du Capitole. Inaugurée en août 1898, la salle des Illustres abrite notamment Le Triomphe des Arts (1897), Dura lex, sed lex (1905) et La Fontaine de Jouvence (marouflée en 1908), commandés à Gervais en 1892. Pour la salle des mariages, il réalise quatre panneaux sur le thème de l'« amour source de vie », ensemble exécuté à partir de 1911 et marouflé en 1916.
Grâce notamment à l'appui de Gaston Doumergue, il obtient plusieurs autres commandes publiques : pour le Palais de justice de Besançon (1902), le Ministère des colonies (1910, 1914, 1917), l'École supérieure de la marine (1924), et le Palais de l'Élysée.
En 1904, il devient professeur à l'École des beaux arts de Paris à la suite de Jean-Léon Gérôme, puis à l'Académie Julian à Paris de 1907 à 1912, ainsi qu'à l'Académie Vitti.
Il est promu officier de la Légion d'honneur en 1908.
Paul Gervais est le père de l'écrivain, peintre et médecin Albert Gervais (né en 1892). Il avait un atelier au no 26 rue Victor-Massé à Paris.

## Œuvres

### Œuvres dans l'espace public
En France

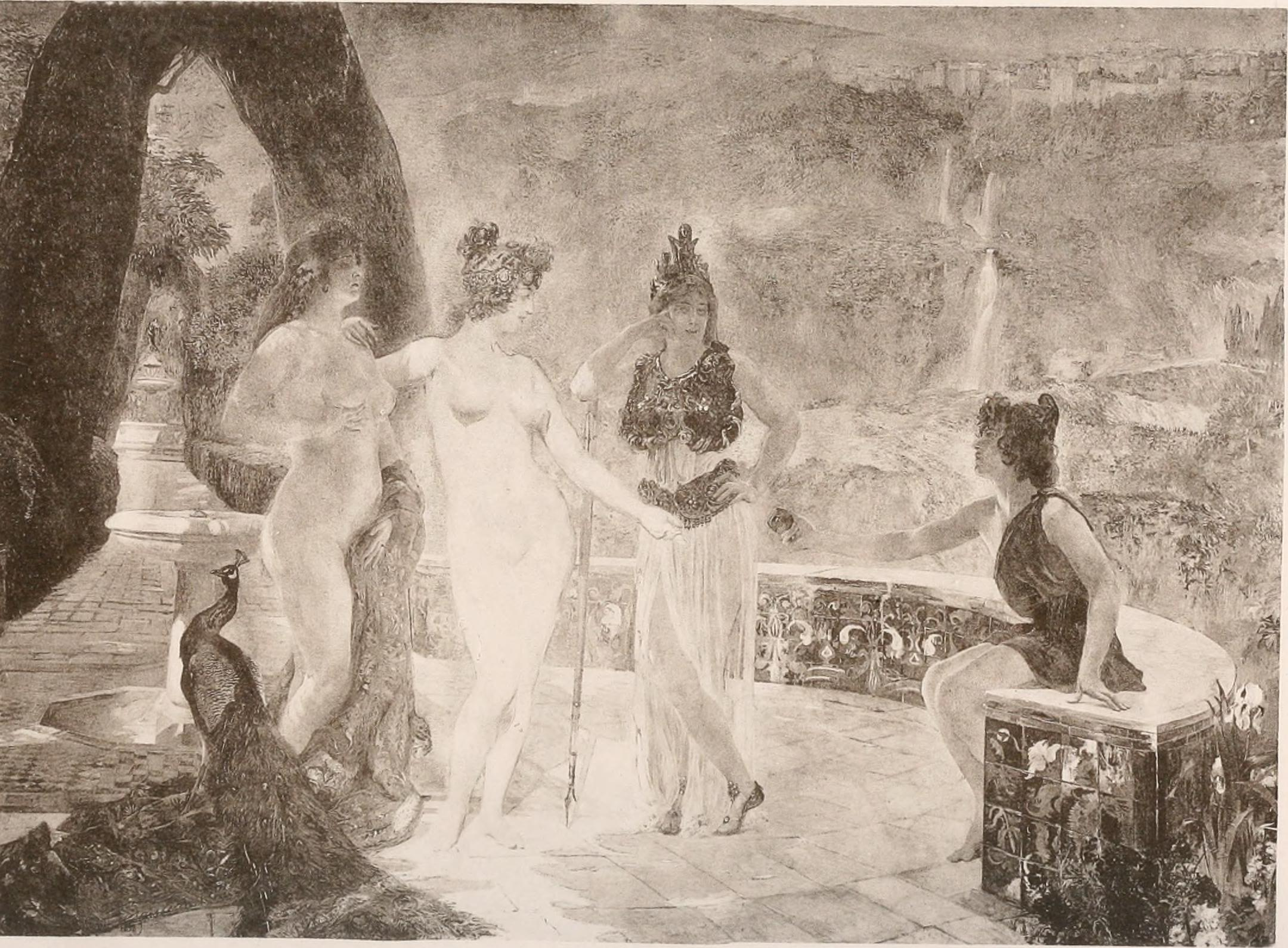
Le Jugement de Pâris (1893), tel que présenté au Salon de 1894 (tableau plus tard repeint en partie).

- Besançon, palais de justice : plafond de la salle des audiences solennelles.
- Biarritz, hôtel de Paris, salon impérial : décor.
- Marseille, musée des beaux-arts : Les Saintes-Maries, 1891.
- Nice: 
  - hôtel Negresco, rotonde : Une fête à Venise, 1912, fresque.
  - décoration d'un plafond de l'ancien casino
- Nîmes, musée des beaux-arts : La Pergola, 1923.
- Paris :
  - Petit Palais : esquisses pour la mairie de Saint-Ouen.
  - palais de l'Élysée : La Terrasse Fleurie (acquise par l'État français le 18 juillet 1924).
- Perpignan : 
  - hôtel Pams, grand escalier : L'Arrivée triomphale de  Vénus.
  - musée Hyacinthe-Rigaud : Le Jugement de Pâris, 1893 (en dépôt à l'hôtel Pams)[8] ; Portrait de Jeanne Bardou, épouse Pams, dans son château de Valmy (en dépôt à l'hôtel Pams)[9] ; Femme coiffée à l'Antique, 1907
- Saint-Ouen, mairie, salle du conseil municipal : décors, peintures marouflées. Paul Gervais illustre le village, ses activités industrielles et son champ de courses dans un style réaliste, avec des scènes animées et colorées de la vie audonienne à la fin du XIXe siècle. Les peintures ont été restaurées et classées monument historique en 1993.
- Toulouse :
  - Capitole :
    - salle Gervais (ancienne salle des mariages) : 
      - Amour source heureuse de vie, cycle de quatre toiles, 1911-1916 : Amour source de vie, Cythère, Amour source de vie, vingt ans, Amour source de vie, quarante ans, et Amour source de vie, soixante ans.
      - Caissons du plafond de la Salle Gervais, cycle de cinq toiles : La Fidélité, Innocence, Eros, La Pureté, La Grâce

    - salle des Illustres :
      - Apolon et les Arts (plafond), 1897 ;
      - Dura lex, sed lex ou La Loi, la Justice, la Vérité 1905 ;
      - La Fontaine de Jouvence, 1908.

  - Hôtel de Ciron-Fumel / Palais consulaire de Toulouse : le Bain de la Padilla, 1898
  - musée des Augustins : Coenus Flumen, 1889 ; La Folie de Titania, 1897 ; L'Abondance, vers 1927

À Monaco
- Monaco, casino de Monte-Carlo : Les Grâces Florentines, 1903.
- Monaco, hôtel de Paris : Le Jardin des Hespérides, 1909.

### Ouvrages illustrés
- Emmanuel Ducros, Les reliques d'amour, 1886.
- Guy de Maupassant, Le champ des oliviers, 1892.
- Ephaïs Mikhaël, Halyartés, 1904.
- Aristophane (traduit par E.-H. Guitard), L'assemblée des femmes, 1929.
- Pierre Louÿs, Aphrodite, 1932.
- Louis Bouilhet, Méolénis, 1900.

Œuvres de Paul Gervais
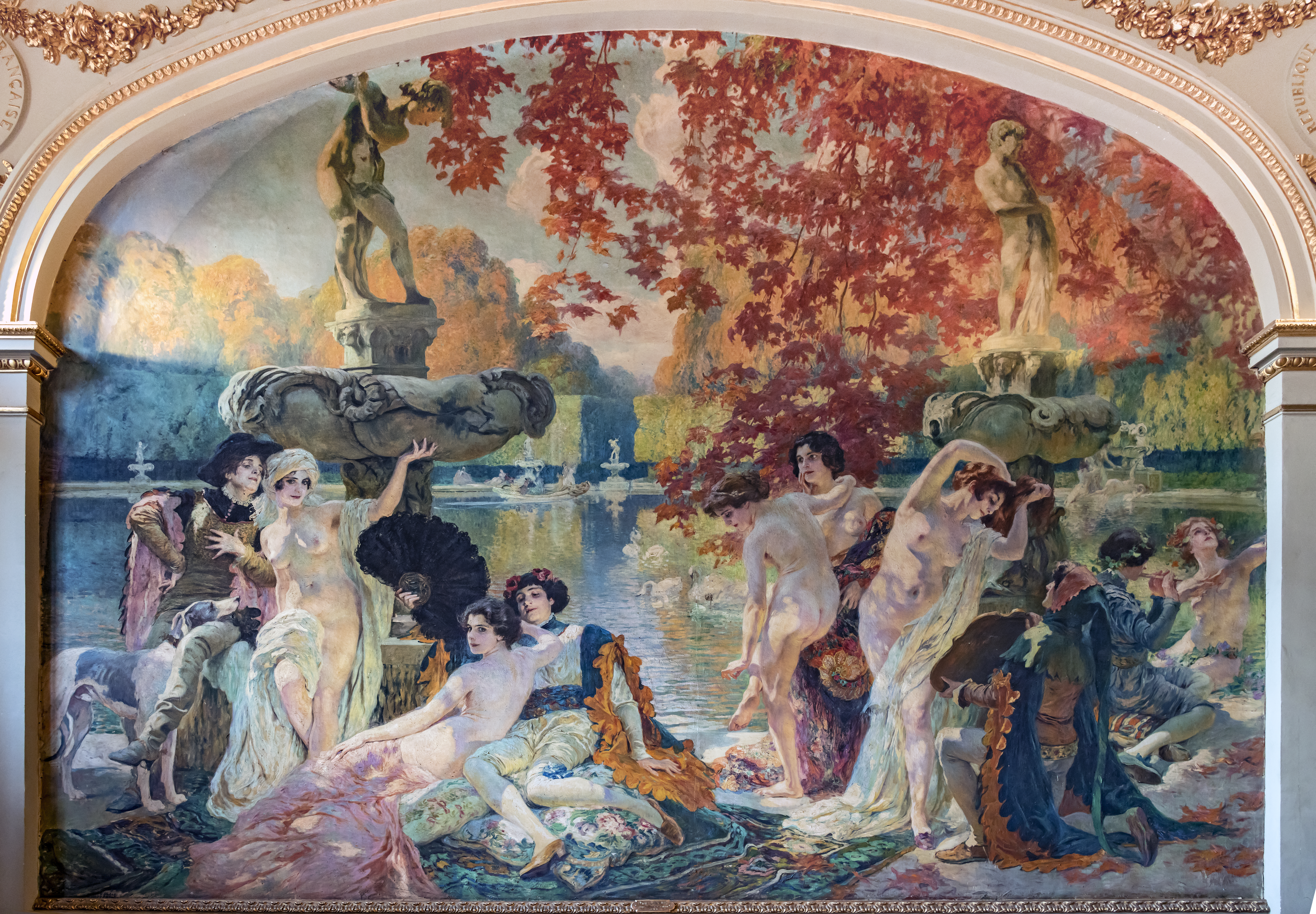
L'Amour à Cythère, Capitole de Toulouse, salle Gervais.
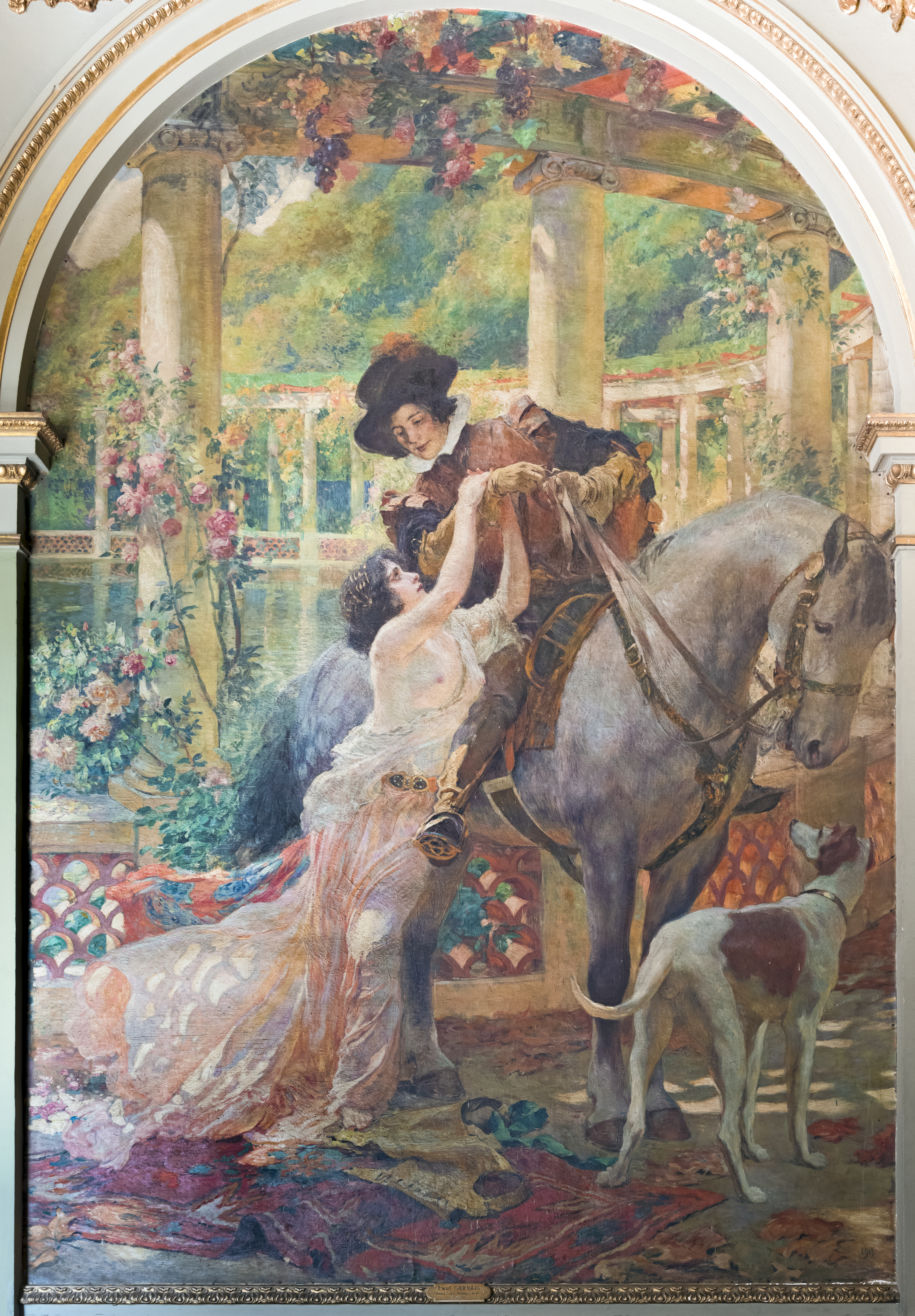
Amour source heureuse de vie à vingt ans, Capitole de Toulouse, salle Gervais.
Amour source heureuse de vie à quarante ans, Capitole de Toulouse, salle Gervais.
Amour source heureuse de vie à soixante ans, Capitole de Toulouse, salle Gervais.
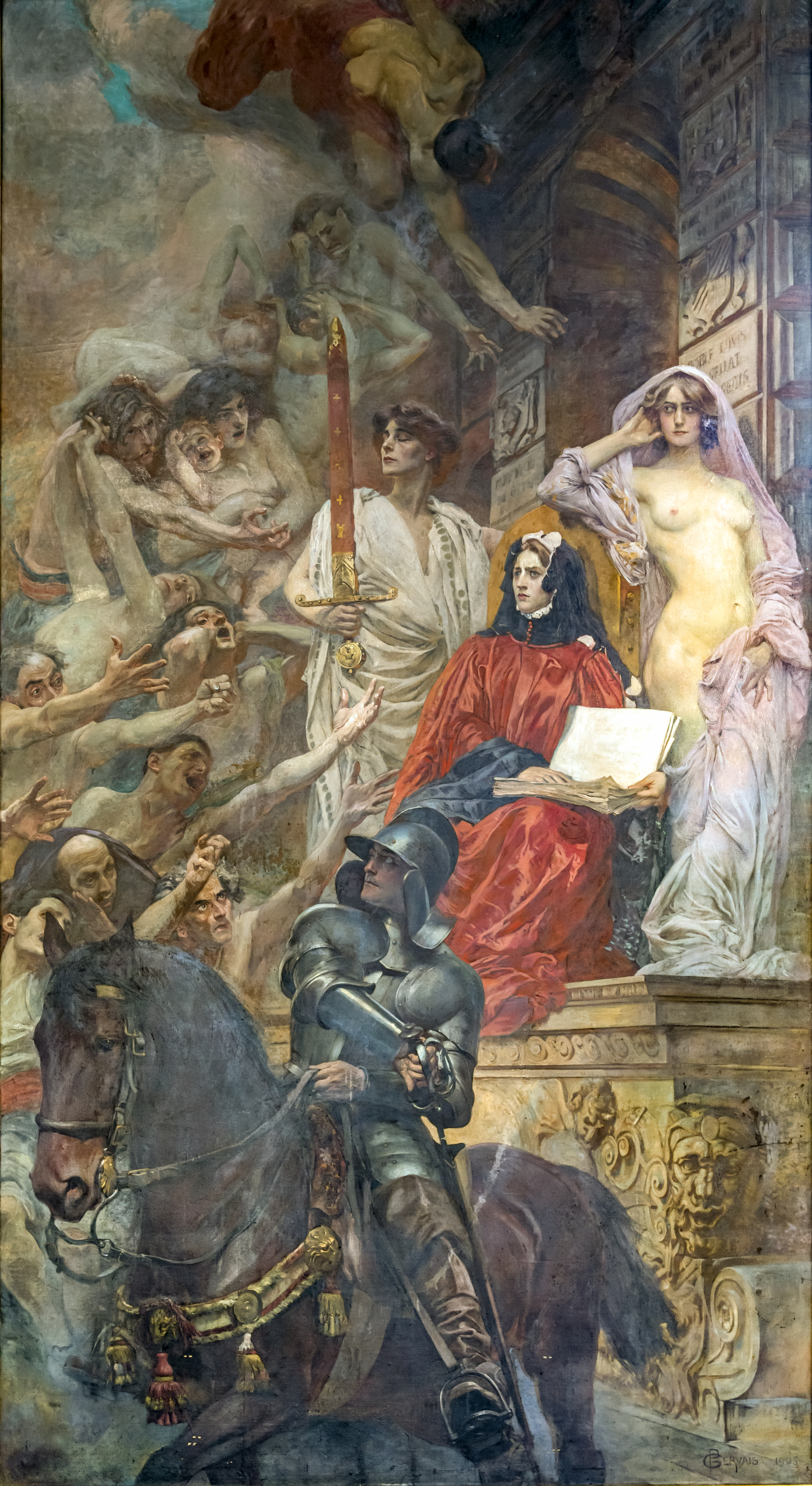
Dura lex, sed lex, Capitole de Toulouse, salle des illustres
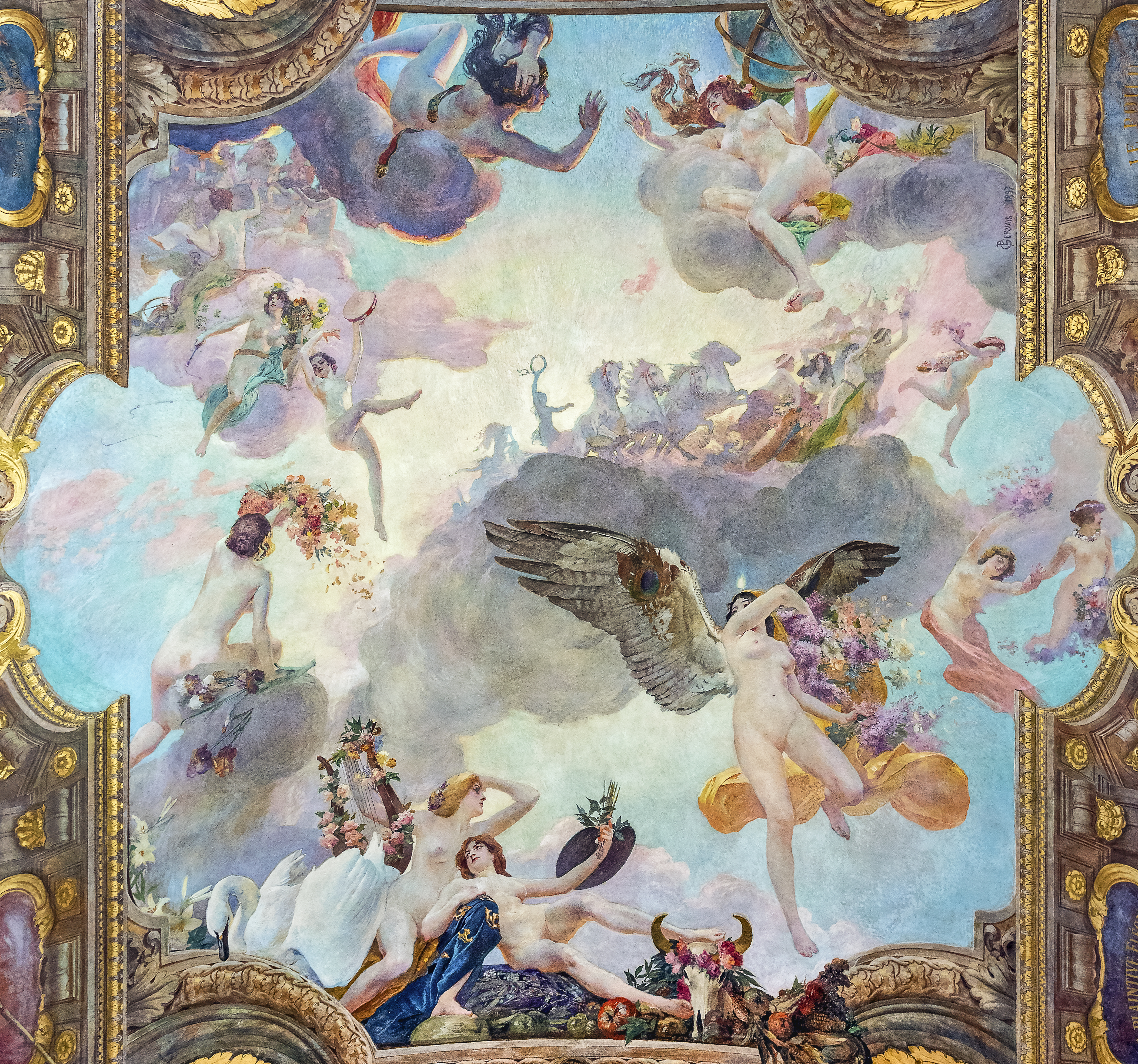
Apollon et les Arts, Capitole de Toulouse, salle des illustres
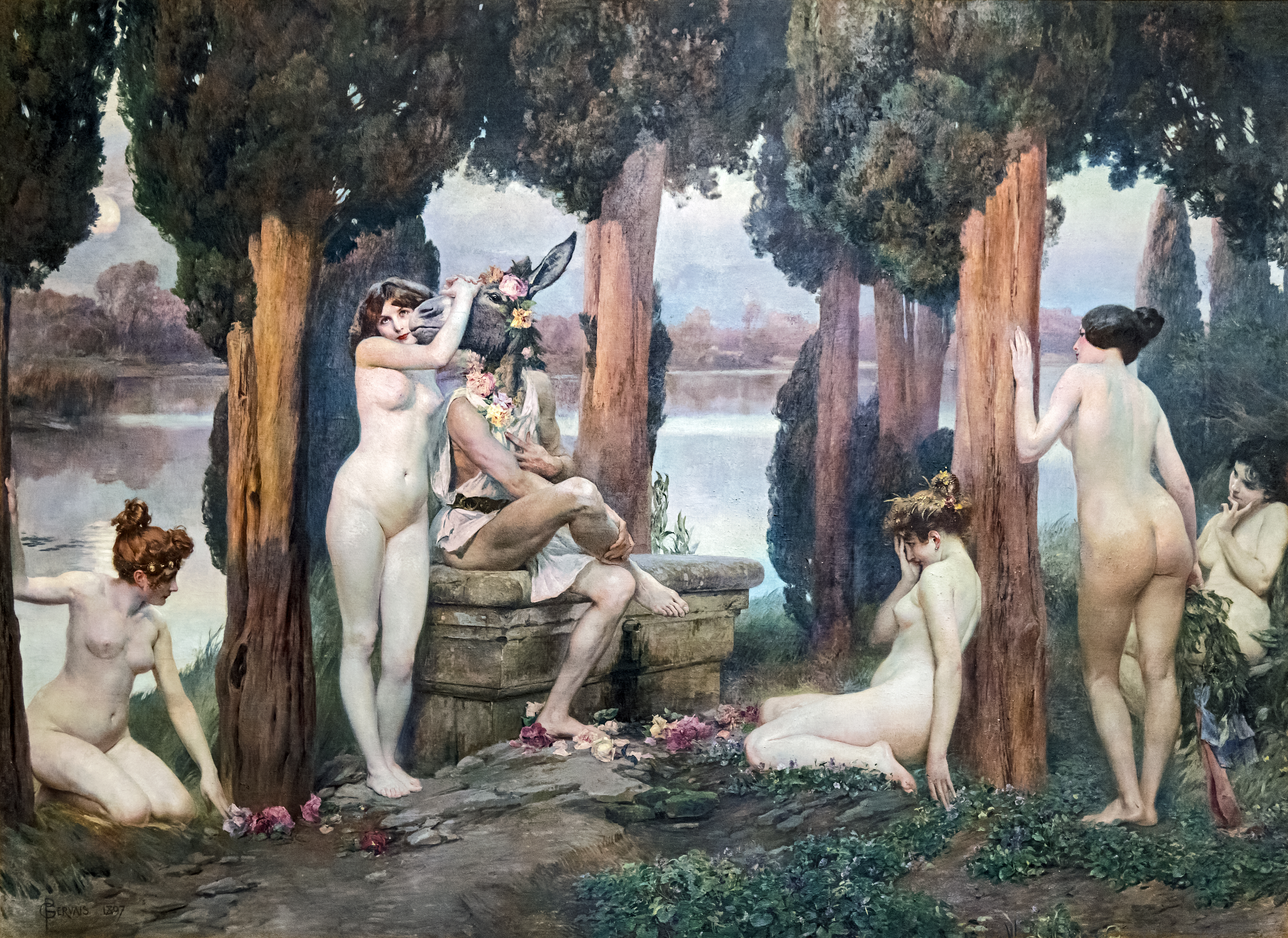
La Folie de Titania (1897), musée des Augustins de Toulouse.
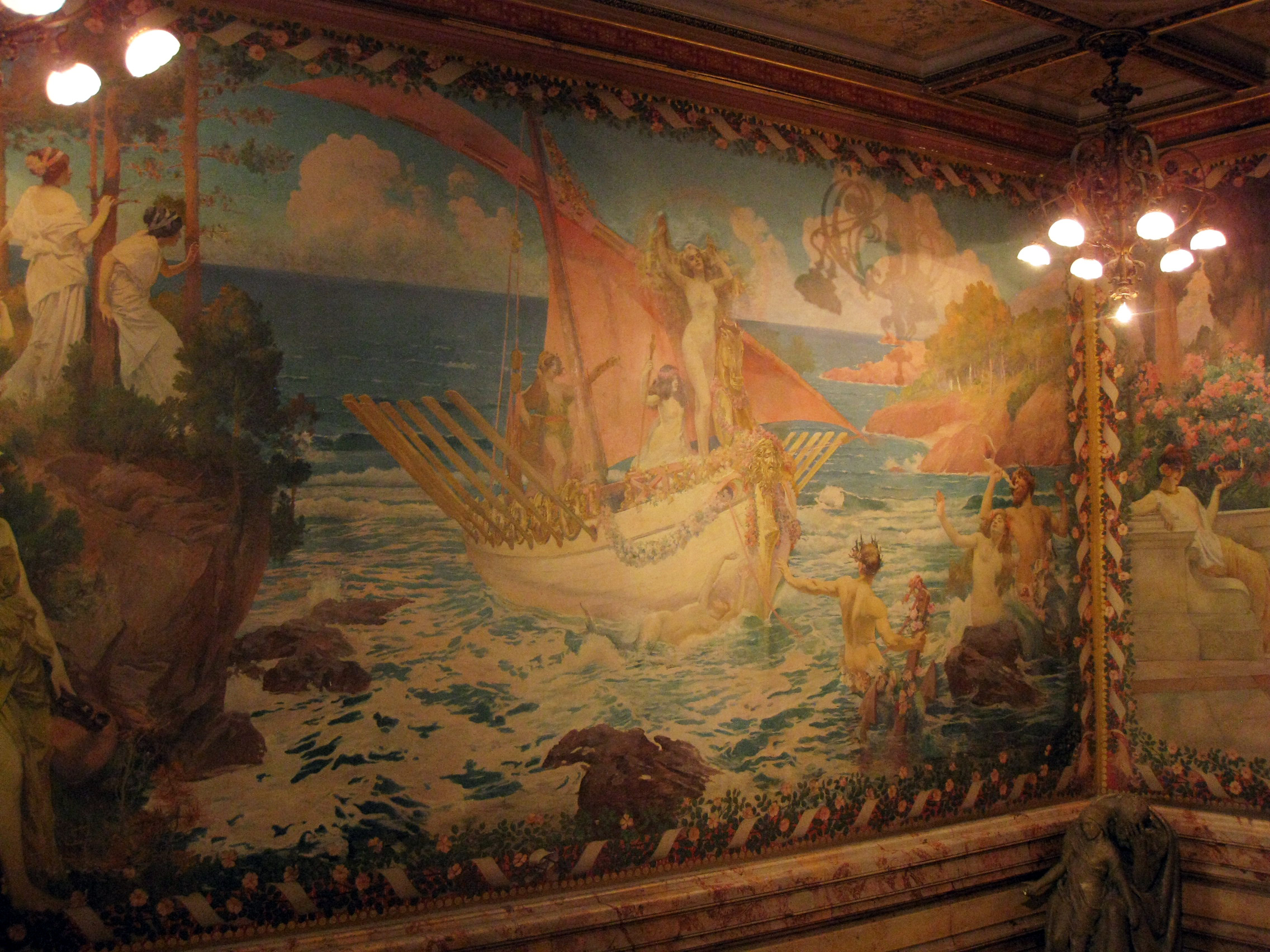
L'Arrivée triomphale de Vénus, Perpignan, grand escalier de l'hôtel Pams.

## Élèves
- Charles Ginner (1878-1952), en 1904 à l'Académie Vitti
- Ferdinand Raffin